# Roches gravées de la crique du Marouini
Les Roches gravées de la crique du Marouini constituent un monument historique de Guyane situé dans la ville de Maripasoula.
Le site est inscrit monument historique par arrêté du 24 août 1995.